# Live at Bull Moose
Live at Bull Moose è un EP live della cantautrice Regina Spektor, registrato a Bull Moose, un negozio di CD, DVD e videogiochi a Scarborough (Maine) il 5 giugno 2005.

## Tracce
1. Ain't No Cover - 2.06
2. Carbon Monoxide - 4.34
3. Pound of Flesh - 3.27
4. The Noise - 3.20
5. My Man - 2.39